# Gizem Erdogan
Gizem Suna Kling Erdogan ([ˈɡiːsɛm ˈærːdɔɡan], turkiskt uttal: [ɟiˈzæm ˈæɾdoan]), född 30 april 1987 i Högsbo i Göteborg, är en svensk skådespelare.

## Biografi
Gizem Erdogan utbildade sig vid teaterhögskolan i Malmö åren 2012–2015. Hon har medverkat i föreställningar på Kulturhuset Stadsteatern i Stockholm och är en del av Göteborgs Stadsteaters fasta ensemble där hon bland annat spelat Alice i Alice i Underlandet. År 2015 långfilmsdebuterade hon i Svenskjävel.
År 2017 medverkade hon i långfilmen Dröm vidare och för rollen nominerades hon till en Guldbagge för bästa kvinnliga biroll vid Guldbaggegalan 2018.
Under 2017 blev Erdogan nominerad till Rising Star Award vid Stockholms filmfestival.
För sin roll i Kalifat vann hon pris som årets kvinnliga skådespelerska i en TV-produktion i Kristallen 2020.
Hon blev även nominerad för årets kvinnliga skådespelerska på Kristallen 2021, för sin roll som Leah i Tunna blå linjen.
Hon medverkade i 2021 års julkalender En hederlig jul med Knyckertz.

## Filmografi i urval
- 2010 – En liten grej bara... (kortfilm)
- 2015 – Svenskjävel
- 2017 – Dröm vidare
- 2017 – Agenterna (TV-serie)
- 2017 – Drakens hotell (TV-serie)
- 2017 – Alex (TV-serie)
- 2019 – Hidden – Förstfödd (TV-serie)
- 2019 – En komikers uppväxt
- 2019 – Sorry Not Sorry (kortfilm)
- 2020 – Kalifat (TV-serie)
- 2020 – Kärlek och anarki (TV-serie)
- 2021–2022 – Tunna blå linjen (TV-serie)
- 2021 – En hederlig jul med Knyckertz (TV-serie)
- 2022 – The Playlist (TV-serie)
- 2025 – Hemmet
- 2025 – Handbok för superhjältar
- 2026 – Vaka (TV-serie)
- 2026 – The Storm

## Teater

### Roller (ej komplett)
| År   | Roll     | Produktion                                                     | Regi                | Teater                   |
| ---- | -------- | -------------------------------------------------------------- | ------------------- | ------------------------ |
| 2015 | Io       | Vågen (The Third Wave) Ron Jones                               | Carolina Frände     | Kulturhuset Stadsteatern |
| 2017 | Kristina | Utvandrarna                                                    | Pontus Stenshäll    | Göteborgs stadsteater    |
| 2018 |          | Motherdog Hans Van den Broeck, Max Bolotin och Sara Tuss Efrik | Hans Van den Broeck | Göteborgs stadsteater    |
| 2018 | Nora     | Ett dockhem Henrik Ibsen                                       | Yana Ross           | Göteborgs stadsteater    |